# Угловой коэффициент

Угловой коэффициент:

Углово́й коэффицие́нт прямо́й (также накло́н)  — коэффициент {\displaystyle k} в уравнении {\displaystyle y=kx+b} прямой на координатной плоскости, численно равен тангенсу угла (составляющего наименьший поворот от оси Ox к оси Оу) между положительным направлением оси абсцисс и данной прямой.
Тангенс угла может рассчитываться как отношение противолежащего катета к прилежащему. k всегда равен {\displaystyle {\frac {\Delta y}{\Delta x}}}, то есть производной уравнения прямой по x.
Угловой коэффициент не существует (иногда формально говорят «обращается в бесконечность») для прямых, параллельных оси Oy.
При положительных значениях углового коэффициента k и нулевом значении коэффициента сдвига b прямая будет лежать в первом и третьем квадрантах (в которых x и y одновременно положительны и отрицательны). При этом большим значениям углового коэффициента k будет соответствовать более крутая прямая, а меньшим — более пологая.
Прямые {\displaystyle y=k_{1}x+b_{1}} и {\displaystyle y=k_{2}x+b_{2}} перпендикулярны, если {\displaystyle k_{1}k_{2}=-1}, а параллельны при {\displaystyle k_{1}=k_{2}}.